# La Tournée Farigoule
Pour plus de détails, voir Fiche technique et Distribution.
La Tournée Farigoule est un film français réalisé par Marcel Manchez, sorti en 1926.

## Fiche technique
- Titre : La Tournée Farigoule
- Réalisation : Marcel Manchez
- Scénario : Marcel Manchez
- Photographie : Amédée Morrin
- Régisseur : Malvert
- Production : Bernard Natan
- Pays de production :  France
- Format :  Noir et blanc - 1,33:1
- Lieux de tournage : les studios Gaumont pour les intérieurs, et Semur-en-Auxois pour les extérieurs.
- Date de sortie : 1926

## Distribution
- Madeleine Guitty : Fleur de printemps
- Jane Pierson : Mme Perrache
- Max Lerel : Léon Perrache
- Pitouto : Pigache
- Charles Martinelli : Farigoule
- Pauline Carton : la poétesse
- Émile Saint-Ober : Grenuche
- Janine Liezer : Lily Wallace
- Agnès Souret : la capitaine des girls
- Michèle Verly : une girl
- Simone Genevois : une girl
- Josette Lussan : une girl
- Suzette Comte : une girl
- Édith Silva : une girl
- Aline Dunin : une girl
- Peter Upcher : Willy Lorett
- Carmen Navarro : Blanche Pigalle
- Jeanne Bérangère : Mme de la Huchette
- Paul Franceschi : M. de la Huchette
- Julio de Romero : le sous-préfet
- Lucienne Parizet : la sous-préfète
- Routhin : le directeur de l'hôtel
- Martel : Omer Jéricho
- Malvert : Bonichon
- Marthe Lepers
- François Angély